# Mireya Zuliani
Mireya Zuliani fue una actriz cinematográfica, teatral y vedette italiana que hizo su carrera en Argentina. Fue una de las 10 primeras locutoras radiales del país.

## Carrera
Zuliani fue una joven actriz que incursionó esporádicamente en la pantalla grande durante la época dorada del cine argentino. Compartió escena con flamantes actores de  aquel momento como fueron Pepe Arias, Maruja Montes, Nélida Romero, Malisa Zini, Héctor Calcaño, Juan Verdaguer, Lolita Torres, Gloria Ferrandiz, Don Pelele, Pedro Quartucci, Oscar Valicelli, Nené Cao, Carlos Estrada y Héctor Rivera, entre otros.
En teatro incursionó notablemente en el teatro de revista y obras cómicas.
Fue la madre del Periodista y Doctor en Marketing y Comunicaciones Gabriel Borda. Se caracterizó tanto por su belleza como por su atractivo físico, y trabajó  breve tiempo durante la década del '50.

## Filmografía
- 1950: Arroz con leche
- 1951: El complejo de Felipe
- 1954: La edad del amor[2]
- 1956: Estrellas de Buenos Aires[3]

## Teatro
- Allá en el año 2000... (1952), con la "Compañía Argentina de Grandes Revistas", junto a Adolfo Stray, Tato Bores, Nélida Roca, Carlos Castro, Sofía Bozán, María Esther Gamas y Carmen Idal. Estrenada en el Teatro Maipo.[4]
- Turistas en Buenos Aires (1952).
- Buenos Aires versus París (1953), con la "Compañía Argentina de Grandes Revistas", con un amplio elenco en la que se encontraban Miguel de Molina, Alberto Anchart, Tito Lusiardo, Severo Fernández, Ubaldo Martínez, Alfredo Barbieri y Blanquita Amaro, entre otros.
- La pasarela está de gala (1954).
- Locuras de primavera (1954)
- La Revista de los Ases (1955).
- ¡Esta si es una bomba! (1955).
- Temperatura en ascenso (1955).
- Los caballeros prefieren la de El Nacional (1955), en el Teatro El Nacional, con Pepe Arias, Maruja Montes, Juan Verdaguer, Alfredo Barbieri, Don Pelele, Thelma del Río, Roberto García Ramos, Elena Lucena, y Nené Cao.
- 1955:  La tercera diversión, junto a la "Compañía Argentina de Grandes Revistas", encabezada por Olinda Bozán y un gran elenco.
- 1955: Las piernasmascope de El Nacional, con la Gran Compañía Argentina de Revistas de Pepe Arias. Con Tato Bores, Alfredo Barbieri, Tito Lusiardo, Nélida Roca, May Avril, Beba Bidart y Juan Verdaguer, entre otros.